# Kostrčani
 Kostrčani  (olaszul: Costerciani ) falu Horvátországban, Isztria megyében. Közigazgatásilag Kršanhoz tartozik.

## Fekvése
Az Isztriai-félsziget északkeleti részén, Labintól 19 km-re, községközpontjától 9 km-re északra, az A8-as autópályát a 64-es számú főúttal összekötő 500-as számú úttól nyugatra, a Čepić mező északnyugati szélén fekszik.

## Története
A falunak 1857-ben 644, 1910-ben 445 lakosa volt. 2011-ben 30 lakosa volt.

## Lakosság
| Lakosság változása | Lakosság változása | Lakosság változása | Lakosság változása | Lakosság változása | Lakosság változása | Lakosság változása | Lakosság változása | Lakosság változása | Lakosság változása | Lakosság változása | Lakosság változása | Lakosság változása | Lakosság változása | Lakosság változása | Lakosság változása |
| ------------------ | ------------------ | ------------------ | ------------------ | ------------------ | ------------------ | ------------------ | ------------------ | ------------------ | ------------------ | ------------------ | ------------------ | ------------------ | ------------------ | ------------------ | ------------------ |
| 1857               | 1869               | 1880               | 1890               | 1900               | 1910               | 1921               | 1931               | 1948               | 1953               | 1961               | 1971               | 1981               | 1991               | 2001               | 2011               |
| 644                | 601                | 433                | 407                | 435                | 445                | 655                | 599                | 320                | 261                | 230                | 142                | 71                 | 54                 | 42                 | 30                 |